# Anguliphantes silli
Anguliphantes silli är en spindelart som först beskrevs av Weiss 1987.  Anguliphantes silli ingår i släktet Anguliphantes och familjen täckvävarspindlar.
Artens utbredningsområde är Rumänien. Inga underarter finns listade i Catalogue of Life.